# Hubert Van Houtte
Hubert Van Houtte (* 31. Dezember 1872 in Waregem; † 12. Oktober 1948 in Gent) war ein belgischer Historiker und Mediävist.
Van Houtte ging in Tielt zur Schule und studierte an der Universität Löwen, an der er 1896 in Geschichte promoviert wurde. Anschließend studierte 1898 er in Leipzig bei Karl Lamprecht und 1902 in Berlin. Ab 1902 lehrte er Geschichte, insbesondere Neuere Geschichte und Historische Kritik. Ab 1912 war er Professor. 1942 emeritierte er.
Er befasste sich mit mittelalterlicher Geschichte und mit Wirtschaftsgeschichte Belgiens.
1932 wurde er korrespondierendes und 1938 volles Mitglied der Königlich Belgischen Akademie. 1919 wurde er Ritter, 1927 Offizier und 1939 Kommandeur des Leopoldsordens. Ab 1931 war er Mitglied der königlich belgischen Historischen Kommission.

## Schriften
- Les Kerels de Flandre. Contribution a l’etude des origines ethniques de la Flandre, Löwen 1898
- La civilisation flamande au commencement du XIIe siecle d’apres Galbert de Bruges, Löwen 1898
- Histoire economique de Belgique a la fin de l’Ancien Regime, Gent 1920
- Les occupations etrangeres en Belgique sous l’Ancien Regime, Gent 1930